# Filippa Lagerbäck
Filippa Lagerbäck (21 de septiembre de 1973) es una presentadora televisiva, modelo y actriz sueca naturalizada italiana de origen polaco.

## Biografía
Nació en Suecia en 1973 y se trasladó a Italia en los años 90. Comienza su carrera como modelo, desfilando y posando para varios calendarios. Después trabaja como actriz teatral y en 2002 dirige el programa Mezzogiorno en el Canal 55. Desde 2010 es la copresentadora del talk show Che tempo che fa.